# 1410-ті
Пізнє Середньовіччя •  Реконкіста •  Столітня війна •  Кінець Західної схизми •  Гуситський рух

## Події
Констанцький собор, який тривав з 1414 по 1418 рік, поклав край Західній схизмі, під час якої водночас існували два, а в останні роки навіть три папи Римських. Усіх пап було позбавлено тіари, натомість обрали нового папу Мартина V. Собор засудив погляди Джона Вікліфа й Яна Гуса. Гуса було страчено, як наслідок виник гуситський рух. У 1419 році сталася перша празька дефенестрація, і почалися Гуситські війни.
1415 року відновилися бойові дії Столітньої війни: війська англійського короля Генріха V висадилися в Франції, виграли битву під Азенкуром й окупували північну частину країни. водночас у Франції продовжувалася Війна арманьяків і бургіньйонів.
1410 року відбулася Грюнвальдська битва — вирішальна битва Великої війни між Тевтонським орденом та польсько-литовським військом. Велика війна закінчилася підписанням Торунського миру, за яким Орден повернув Польщі захоплені землі. 1413 року укладено Городельську унію, яка закріпила статус Литовського князівства.
Після смерті Маргарити Данської у 1412 році Ерік Померанський залишився єдиним правителем Кальмарської унії. Він зробив Копенгаген своєю столицею.
У Китаї відновили та реконструювали Великий канал.

## Народились
- Народились 1410
- Народились 1411
- Народились 1412
- Народились 1413
- Народились 1414
- Народились 1415
- Народились 1416
- Народились 1417
- Народились 1418
- Народились 1419
- Народились 141 до н. е.